# エウメネス1世
エウメネス1世（ギリシャ語: Ευμένης Α΄, ラテン文字転写: Eumenes I、? - 紀元前241年）は、アッタロス朝（ペルガモン王国）の君主である（在位：紀元前263年 - 紀元前241年）。アッタロス朝の創始者であるフィレタイロスの兄弟であるエウメネスとポセイドニオスの娘サテュラの息子として生まれ、子供のいないフィレタイロスの後継者となった。

## 生涯
名目上はセレウコス朝の支配下にあったが、フィレタイロスのペルガモン王国にはかなりの自治が認められていた。しかしエウメネス1世は王位を継ぐと、おそらくプトレマイオス2世に唆されて反乱を起こし、紀元前261年にサルディス近郊でセレウコス朝のアンティオコス1世を破った。彼はペルガモン王国を解放し、領土を大幅に広げた。彼は新しい領土である北部のカズ・ダーの麓に駐屯地を置いて義父にちなんでフィレタイレイアと名付け、また東にはティアティラの北東部に祖父にちなんだアッタレイアという駐屯地を置いた。フィレタイロスは硬貨にセレウコス1世の肖像を使っていたが、エウメネス1世は独立を示すために、フィレタイロスの肖像を刻印した硬貨を発行した。
エウメネス1世には子供がいたかどうかは分かっていないが、テスピアイの街に"Philetaerus son of Eumenes"と記した碑文が見つかっており、これは彼の子であり、父が紀元前241年に死去する前には亡くなっていたと考えている研究者もいる。エウメネス1世は2番目の従兄弟を王国の後継者（即位しアッタロス1世）とした。